# Intent d'explicar la metamorfosi de les plantes
Intent d'explicar la metamorfosi de les plantes (en alemany: Versuch die Metamorphose der Pflanzen zu erklären) és el títol d'una obra sobre botànica escrita per Johann Wolfgang von Goethe el 1790. Goethe és considerat el cofundador de la morfologia biològica comparada. Vint-i-set anys després, escrigué l'assaig per segona vegada com una sèrie d'articles sobre morfologia vegetal titulat Metamorfosi de les plantes.

## Contingut
Goethe en diu en la introducció: "La relació secreta de les parts de les plantes, com ara les fulles del calze, la corona, els estams, que creixen l'un rere l'altre, s'ha reconegut durant molt de temps pels investigadors; té l'efecte de fer que un mateix òrgan canvie de diferents formes, per això es dona la metamorfosi de les plantes". Goethe distingeix tres tipus de metamorfosis: regular, irregular o retrògrada, i la metamorfosi a l'atzar, que la realitzen particularment els insectes.
| Intent d'explicar la metamorfosi de les plantes Contingut |
| --- |
| • Introducció • Des de la llavor • Formació de fulles de la tija de node a node • Transició a la inflorescència • Sobre el calze • Formació de la corona • Formació d'estams • Nectaris • Alguns estams • Sobre l'agulla • Sobre els fruits • Casos de pistil • Revisió i transició • Sobre la vista i la seua evolució • Sobre les flors i fruites • Creixement de la rosa • Creixement del clavell • La teoria de l'anticipació de Carl von Linné • Repetició |

L'assaig s'estructura seguint l'evolució de la planta des de la llavor fins a la floració, seguida de fruits i més llavors. L'autor compara cotilèdons, fulles de tija, bràctees, sèpals, pètals, estams i pistils com una sèrie metamòrfica. A més a més, posa més atenció en fruites i llavors. També parla de la rosa i el clavell al llarg del text. L'obra tracta sobretot de la metamorfosi de la fulla, de la tija, que al seu torn es divideix en metamorfosi de flors i fruits. La metamorfosi de l'arrel no s'hi inclou.

## Importància de l'escrit, el contingut

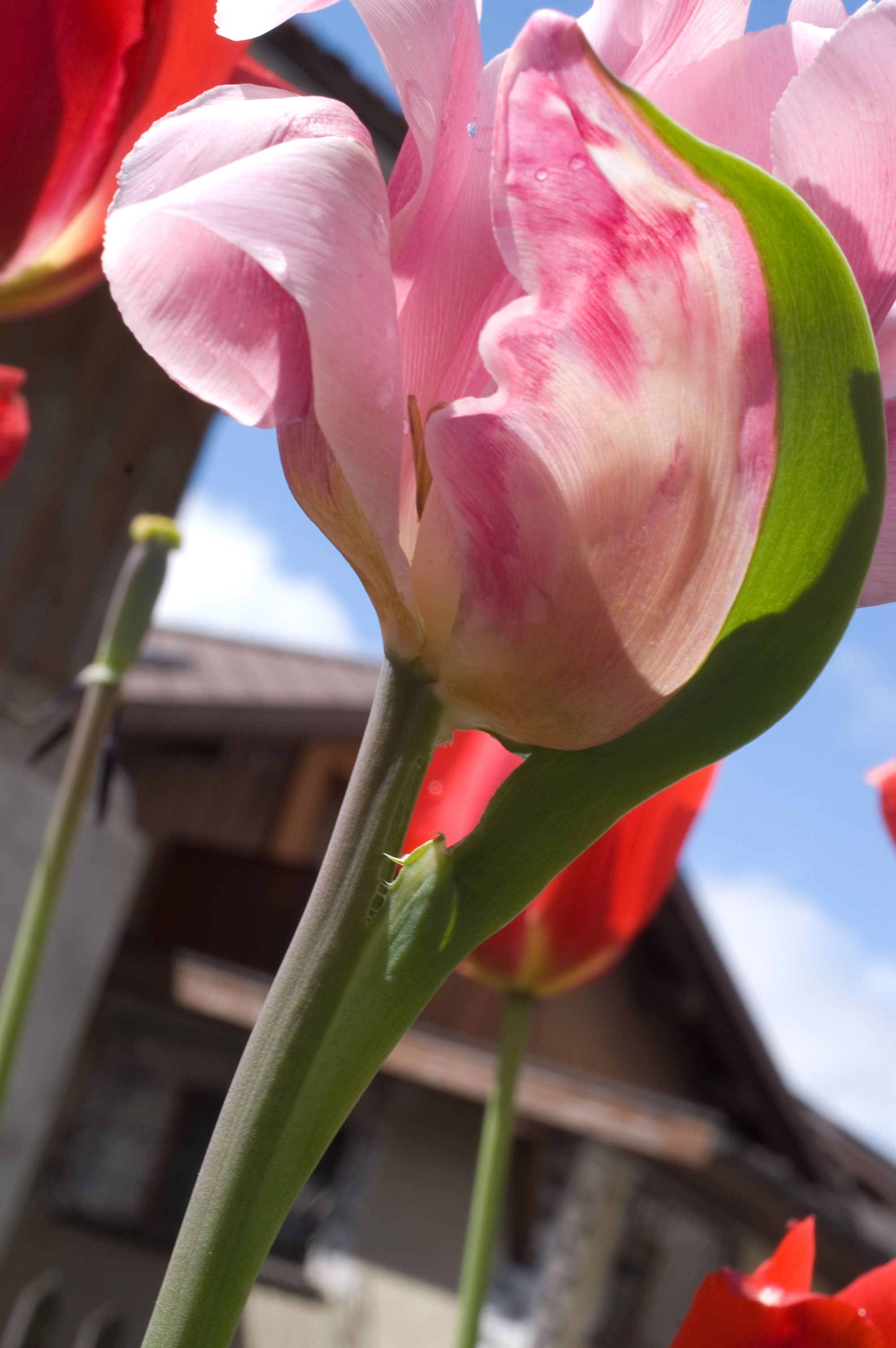
Tulipa, l'última fulla de la tija i el primer pètal han crescut junts

La morfologia ha fet grans avanços des de l'època de Goethe. Hui l'assaig, en termes de contingut, és de principal interés en l'àmbit històric i literari. La troballa de la generació de canvi per Wilhelm Hofmeister fou rebutjar la igualtat entre l'estam i les tiges de la fulla. Goethe considera l'estam com una tija transformadora de fulles. Un altre avanç important fou la distinció entre estructures homòlogues i anàlogues.

## Importància de l'escrit, el mètode
La morfologia comparativa ha demostrat ser un mètode. Goethe influí en l'estudi de la morfologia amb aquest assaig. Es publicà diverses vegades per alguns botànics, com ara: Adolph Hansen (1907), Wilhelm Troll (1926) Agnes Arber (1946). Willhelm Troll publicà Morfologia comparativa de les plantes i vegetals. Goethe posà l'accent en la importància de la metamorfosi irregular per a la comprensió de la metamorfosi regular. El genetista Eliot Meyerowitz basa el seu treball en la forma explícita de Goethe. La genètica molecular també s'ha especialitzat en malformacions perquè ho necessita per a la comprensió d'organismes intactes. En el seu assaig Diari de la naturalesa del pol·len i del carpel el genetista es refereix a l'estudi de Goethe.
Per al Goethenisme, l'assaig té una importància central. El mètode de Goethe, les preguntes, i la comparança causen una comprensió més profunda sobre les diferents transformacions.

## Arquetip suprasensorial
Mentre que fulla és un terme comú, el concepte crucial en tota la botànica de Goethe és el d'"arquetip dinàmic intern", l'"autèntic Proteu" i comprensible com un camp de forces formatives. Aquest motiu central del caràcter proteic de l'òrgan ideal de la fulla és el que subjau en tota l'obra.